# Dysstroma unifulvata
Dysstroma unifulvata är en fjärilsart som beskrevs av Culot 1920. Dysstroma unifulvata ingår i släktet Dysstroma och familjen mätare. Inga underarter finns listade i Catalogue of Life.